# Roger Lindqvist (ishockeyspelare)
Roger Vilhelm "Sotarn" Lindqvist, född den 17 augusti 1944, död 7 december 2020, är en svensk före detta ishockeyspelare och -tränare. Han kallades för "Sotarn" tack vare sitt yrkesval som sotare och spelade för Leksands IF under storhetstiden och var med att vinna alla Leksands fyra SM-guld (1969, 1973, 1974 och 1975). Efter sina aktiva år på isen var han tränare för Leksands IF, Falu IF, HC Dobel, IFK Ore, Mora IK, Furuset IF och IFK Ore/Orsa IK.

## Karriär
Lindqvist inledde sin hockeykarriär i Karlbo IK utanför Avesta innan han som 16-åring gick till Avesta BK 1960 som vid det tidpunkten spelade i den näst högsta serien, division 2. Samma år blev Lindqvist uttagen till Dalarnas första lag i TV-pucken som tog ett silver efter förlust i finalen mot Värmland med 2-1. Säsongen 1965-66 var Lindqvist en bidragande faktor till att Avesta BK tog steget upp till division 1. 1968 värvades Lindqvist till Leksands IF och totalt åtta säsonger blev som resulterade i fyra SM-guld och två SM-silver. Lindqvist avslutade sin karriär som spelare i Avesta BK säsongen 1975-76 där han som spelade tränare tog upp laget från division 2 till division 1.
1976 värvades Lindqvist till Leksands IF som assisterande tränare och säsongen efter blev han lagets huvudtränare tillsammans med Gunnar Andersson. Lindqvist lämnade Leksands IF 1978 och fortsatte som tränare i Falu IF, HC Dobel och IFK Ore. Med IFK Ore gjorde Lindqvist stordåd där han på två säsongen fick upp laget från division 3 till division 1. 1984 anställdes Lindqvist återigen av Leksands IF som assisterande tränare till Dan Söderström. Lindqvist fick även huvudansvar för Leksands IF:s juniorlag som 1986 vann SM-guld. 1986 blev Lindqvist huvudtränare för Mora IK, trots goda resultat fick Lindqvist sparken redan efter elva omgångar. 1987 värvades Lindqvist till den norska klubben Furuset IF där det blev ett NM-guld och ett silver. 1991 blev Lindqvist ny assisterande tränare i Leksands IF denna gång tillsammans med Staffan Tholsson, duon sparkades mitt under säsongen. Lindqvist fortsatte som tränare för IFK Ore och IFK Ore/Orsa IK innan han helt slutade 1997. Totalt blev det 18 säsonger som spelare och 20 säsonger som tränare för sotaren från Avesta.
Inför Leksands IF 100-årsjubileum 2019 blev Roger Lindqvist framröstad som Leksands 49:e bästa spelare genom tiderna av Dalarnas Tidningar.
I Aftonbladets specialbibel om Leksands IF i samband med Leksands IF 100-årsjubileum hamnade Roger Lindqvist på plats 27 bland Leksands IF 75 största profiler enligt Sportbladet.

## Meriter
- Silver TV-pucken 1960 med Dalarna
- SM-guld 1969, 1973, 1974, 1975 med Leksands IF
- SM-silver 1971, 1972 med Leksands IF
- JSM-guld 1986 (Som tränare) med Leksands IF
- Norskmästare 1990 (Som tränare) med Furuset IF

## Klubbar
- Karlbo IK 1958-1960
- Avesta BK 1960-1967
- Leksands IF, 1967-1975
- Avesta BK, 1975-1976
- Leksands IF, 1976-1978, Assisterande tränare/Tränare
- Falu IF, 1978-1981, Huvudtränare
- HC Dobel, 1981-1982, Huvudtränare
- IFK Ore, 1982-1984, Huvudtränare
- Leksands IF, 1984-1986, Assisterande tränare
- Leksands IF J20, 1984-1986, Huvudtränare
- Mora IK, 1986, Huvudtränare
- Furuset IF, 1987-1991, Huvudtränare
- Leksands IF, 1991, Assisterande tränare
- IFK Ore, 1992-1994, Huvudtränare
- IFK Ore/Orsa IK, 1995-1997, Huvudtränare